# がん遺伝子
がん遺伝子（がんいでんし、oncogene）とは、ある正常な遺伝子が修飾を受けて発現・構造・機能に異常をきたし、その結果、正常細胞のがん化を引き起こすようなもののことをいう。このとき、修飾を受ける前の遺伝子をがん原遺伝子 (proto-oncogene) と呼ぶ。
1911年に、ペイトン・ラウスにより、ニワトリに癌（肉腫）を発生させるウイルスが発見され、発見者の名をとりRous=ラウス肉腫ウイルス（レトロウイルス）と命名された。その後の研究により、このウイルスには、自身の増殖に関する遺伝子以外に、細胞を癌化に導く遺伝子が存在することが判明した。その遺伝子こそが、世界で初めて発見された、がん遺伝子＝Src（Sarcoma〔肉腫〕の意味）と呼ばれるものである。
がん遺伝子には、細胞増殖因子やその受容体チロシンキナーゼ、srcのような非受容体型チロシンキナーゼ、ras（rat sarcomaの意味）のような低分子量Gタンパク質、その下流にあるセリン・スレオニンキナーゼといったシグナル伝達因子の他、さらに下流で機能するmycやetsなどの転写因子が含まれる。

## がん原遺伝子
がん原遺伝子はシグナル伝達を引き起こす遺伝子であり、通常は翻訳されたタンパク質を介して細胞分裂のシグナルの引き金を引く。遺伝子が活性化されると、遺伝子自身あるいは翻訳タンパク質は悪性腫瘍の誘導因子ががん遺伝子になる。

### 活性化
がん原遺伝子はもともとの機能から比較的小さな機能変異によりがん遺伝子となる。
- がん原遺伝子の介する細胞分裂はタンパク質構造の変化により引き起こされる。それによって
  - タンパク質 （あるいは酵素） の活性が増大する。
  - 調節を失調する。
  - 複合タンパク質を形成して、細胞分裂期に染色体異常 (chromosomal aberration) を引き起こす。造血幹細胞分裂時には成人白血病を引き起こすことが知られている。
- タンパク質濃度が増加する。そのことによって、
  - （調節不能の為）タンパク質の発現量が増大する。
  - 細胞内でタンパク質の安定性や存在する寿命そしてタンパク質の活性が増大する。
  - 遺伝子の複製。個々の複製が働くために、細胞中の機能タンパク質が倍増する。

## がん遺伝子

### 成長因子
成長因子 (Growth factors) は普通、少数の特別な細胞から分泌され、自身や別の細胞の細胞増殖を誘導する。通常は成長因子を産出しない細胞が（がん遺伝子の働きにより）突然その因子を産出し始めると、近傍の細胞が増殖するのと同様に、自分自身をコントロールされていない細胞増殖 (autocrine loop) に導くことになる。

### プロテインキナーゼと関連タンパク質
がん遺伝子になるプロテインキナーゼ (Protein kinase) および関連タンパク質は6つの種別が知られている。
1. チロシンキナーゼ型受容体、例えば上皮成長因子受容体 (Epidermal Growth Factor Receptor; EGFR), platelet-derived growth factor receptor (PDGFR), vascular endothelial growth factor receptor (VEGFR),といった受容体ががん遺伝子により構造的（永続的）に活性化状態になる。
2. 細胞内チロシンキナーゼ (Cytoplasmic tyrosine kinases) 具体的にはSrc-family, Syk-ZAP-70 family そして BTK family のチロシンキナーゼ。
3. 調節性GTPases　例えば、Ras proteinなど。
4. 細胞内セリン/スレオニンキナーゼとそれらの調節サブユニット例えば、Raf kinaseや（過剰発現した）cyclin-dependent kinases。
5. シグナル伝達系のアダプタータンパク質 (Adaptor proteins)
6. 転写因子 (Transcription factors)